# Lucey-Driscollov sindrom
Lucey-Driscollov sindrom (prolazna obiteljska novorođenačka hiperbilirubinemija) je sindrom koji se javlja kod novorođenčadi zbog tvari (najvjerojatnije steroida) koja se nalazi u majčinom serumu i koja kod djeteta inhibira enzim bilirubin-uridin-difosfat-glukuronozilltransferaza (B-UGT), te tako uzrokuju nekonjugiranu hiperbilirubinemiju, koja može uzrokovati bilirubinsku encefalopatiju (kernikterus).
Porast bilirubina izrazit je u zadnjem tromjesječju trudnoće i neposredno nakon poroda (oko 4 dana) i nakon 2-3 tjedna spontano nestaje, te zahtjeva liječenje kako bi se spriječio nastanak kernikterusa (fototerapija, izmjena krvi).